# Dal (Nederland)
Dal is een buurtschap ten zuidwesten van Mechelen in de gemeente Gulpen-Wittem in de Nederlandse provincie Limburg.
In Dal staat een bakstenen vierkantshoeve, 'Mariadal'.

## Geografie
Dal ligt in het Dal van de beek Landeus die bij deze buurtschap ontspringt. Een zijtak van de Landeus loopt komt van hogerop in het dal en stroomt daar langs buurtschap Bissen. Ten zuiden van Dal ligt een heuvelrug waarop Schweiberg en Höfke gelegen zijn. Ten noordoosten ligt Overgeul en ten noordwesten ligt het Schweibergerbos, een hellingbos op het Plateau van Crapoel.
Dorpen: Epen · Eys · Gulpen · Mechelen · Nijswiller · Partij-Wittem · Reijmerstok · Slenaken · Wahlwiller · Wijlre

Gehuchten en buurtschappen: Beertsenhoven · Berghem · Berghof · Beutenaken · Billinghuizen · Bissen · Bommerig · Broek · Cartils · Crapoel · Dal · Diependal · Elkenrade · Elzet · Eperheide · Etenaken · Euverem · Eyserhalte · Eyserheide · Gracht Burggraaf · Heijenrath · Helle · Hilleshagen · Höfke · Hoogcruts · Hurpesch · De Hut · Ingber · Kapolder · Kleeberg · Klein-Kullen · Klein-Kuttingen · Kosberg · Kuttingen · Landsrade · Overeys · Overgeul · Partij · Pesaken · De Piepert · Plaat · Schilberg · Schweiberg · Sinselbeek · Stokhem · Terpoorten · Terziet · Trintelen · Waterop · Wittem

Limburg: Steden en dorpen      Nederland: Provincies · Gemeenten